# آبانکای
آبانکای (به اسپانیایی: Abancay) در پرو با جمعیت ۶۸٬۴۱۴ نفر است که در منطقه اپوریماک واقع شده‌است.